# 赵曜
赵曜（1932年2月29日—2022年6月22日），男，汉族，原籍辽宁沈阳，生于黑龙江哈尔滨，中国科学社会主义学家，曾任第八、九届全国政协委员。